# Warren (Pennsylvania)
Warren ist eine City im US-Bundesstaat Pennsylvania und der County Seat des Warren County. Das U.S. Census Bureau hat bei der Volkszählung 2020 eine Einwohnerzahl von 9.404 ermittelt.

## Geschichte
Warren war ursprünglich von amerikanischen Ureinwohnern der Seneca bewohnt. Französische Entdecker hatten seit langem Ansprüche auf das Gebiet, die sie mit einer militärisch-indianischen Expedition im Jahr 1749, die als Reaktion auf die Gründung der kolonialen Ohio Company eine Reihe von Tafeln vergrub, die das Gebiet als Frankreichs beanspruchten, eindeutig sicherten – die erste davon wurde in Warren vergraben, aber letztlich ging die Kontrolle nach dem Franzosen- und Indianerkrieg an die Briten über. Nach dem Revolutionskrieg wurden General William Irvine und Andrew Ellicott in die Gegend geschickt, um 1795 eine Stadt anzulegen. Sie wurde nach Generalmajor Joseph Warren benannt.
Das erste dauerhafte Bauwerk in Warren, ein von der Holland Land Company errichtetes Lagerhaus, wurde 1796 fertiggestellt. Daniel McQuay aus Irland war der erste dauerhafte Einwohner europäischer Abstammung. Von 1810 bis 1840 war die Holzindustrie der wichtigste Wirtschaftszweig, da der Reichtum an Holz und der Zugang zu Wasser es profitabel machten, Holz den Allegheny River hinunter nach Pittsburgh zu verschiffen.
David Beaty entdeckte 1875 in Warren Öl, als er im Blumengarten seiner Frau nach Erdgas bohrte. Das Öl dominierte fortan die Wirtschaft der Stadt. Viele der großen viktorianischen Häuser der Stadt wurden mit den Einnahmen aus der lokalen Öl- und Holzindustrie gebaut.
In den letzten Jahren hatte Warren mit harten wirtschaftlichen Zeiten und einem stetigen Bevölkerungsrückgang zu kämpfen (nach einem Höchststand von fast 15.000 Einwohnern im Jahr 1940). inzwischen versucht die Stadt sich mit Stadterneuerungsprojekten zu revitalisieren.

## Demografie
Nach einer Schätzung von 2019 leben in Warren 9049 Menschen. Die Bevölkerung teilt sich im selben Jahr auf in 97,6 % Weiße, 0,6 % Afroamerikaner, 1,0 % Asiaten und 0,6 % mit zwei oder mehr Ethnizitäten. Hispanics oder Latinos aller Ethnien machten 1,7 % der Bevölkerung aus. Das mittlere Haushaltseinkommen lag bei 42.939 US-Dollar und die Armutsquote bei 12,6 %.

### Persönlichkeiten
- Susan Kieffer (* 1942), Geologin, Geophysikerin, Planetologin und Hochschullehrerin

## Kultur und Sehenswürdigkeiten

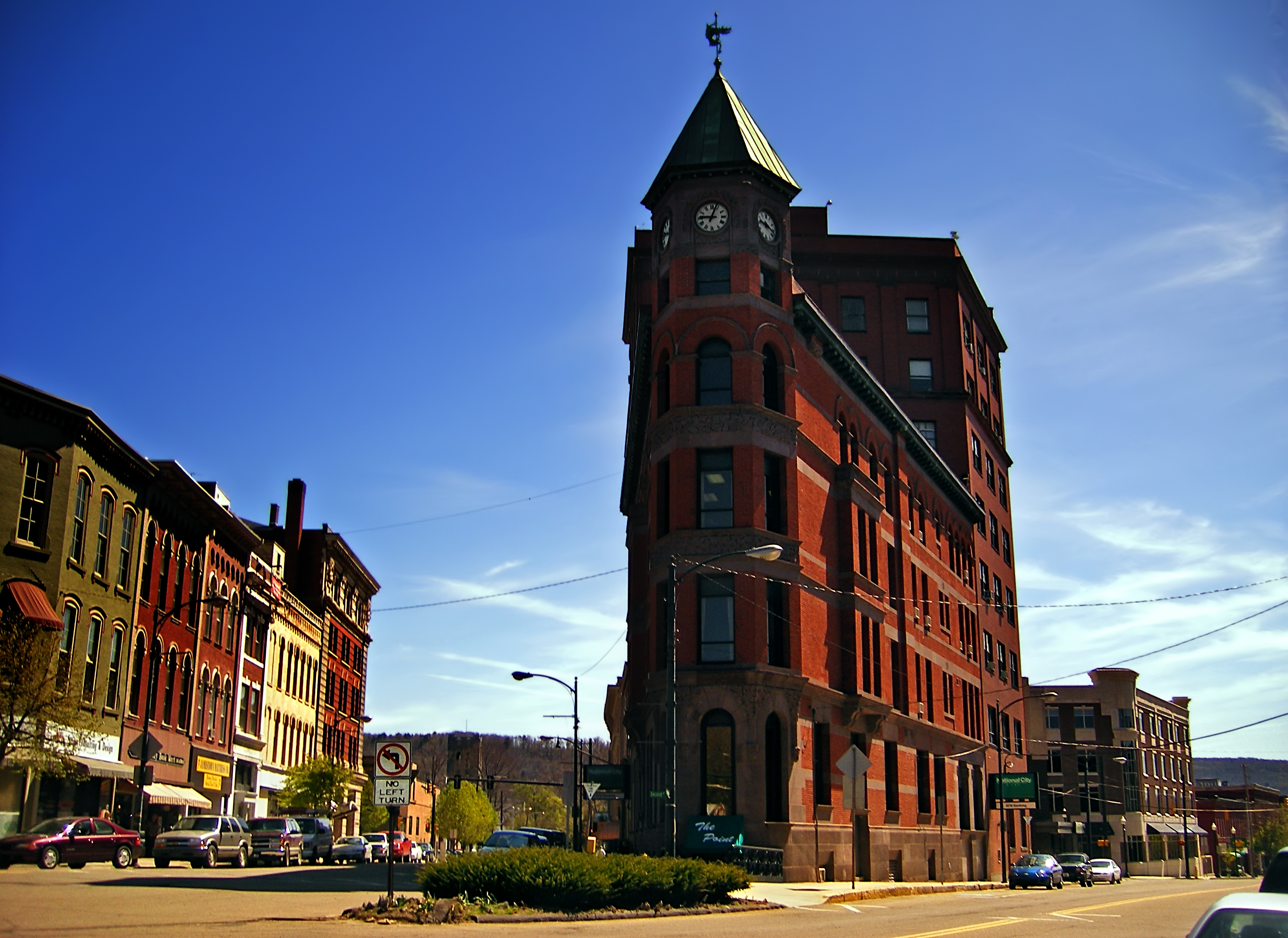
Im Warren Historic District. Dieser Historic District ist seit Juli 1999 im National Register of Historic Places eingetragen.

Im National Register of Historic Places („Nationales Verzeichnis historischer Orte“) des National Park Services sind für Warren acht Bauwerke und Bezirke eingetragen. Dies sind unter anderem der Warren Historic District, das Warren County Courthouse und der Woman’s Club of Warren.